# David Backes
David Anthony Backes (Minneapolis, 1º maggio 1984) è un ex hockeista su ghiaccio statunitense.

## Carriera
Nella sua lunga carriera ha disputato oltre 1000 incontri in NHL (965 nella regular season) con le maglie di St. Louis Blues (di cui è stato capitano dal 2011 al 2016), Boston Bruins e Anaheim Ducks.
Con la maglia degli Stati Uniti ha vinto la medaglia d'argento olimpica a Vancouver 2010 oltre ad aver preso parte anche alla spedizione di Soči 2014, ed ha disputato tre edizioni del mondiale (2007, 2008 e 2009) e una della World Cup of Hockey (2016).
Si è ritirato nel 2021.

## Palmarès

### Olimpiadi
- Argento a Vancouver 2010.